# South Petherwin
South Petherwin är en by och en civil parish i Cornwall i Cornwall i England. Orten har 1 072 invånare (2011).